# Type O Negative

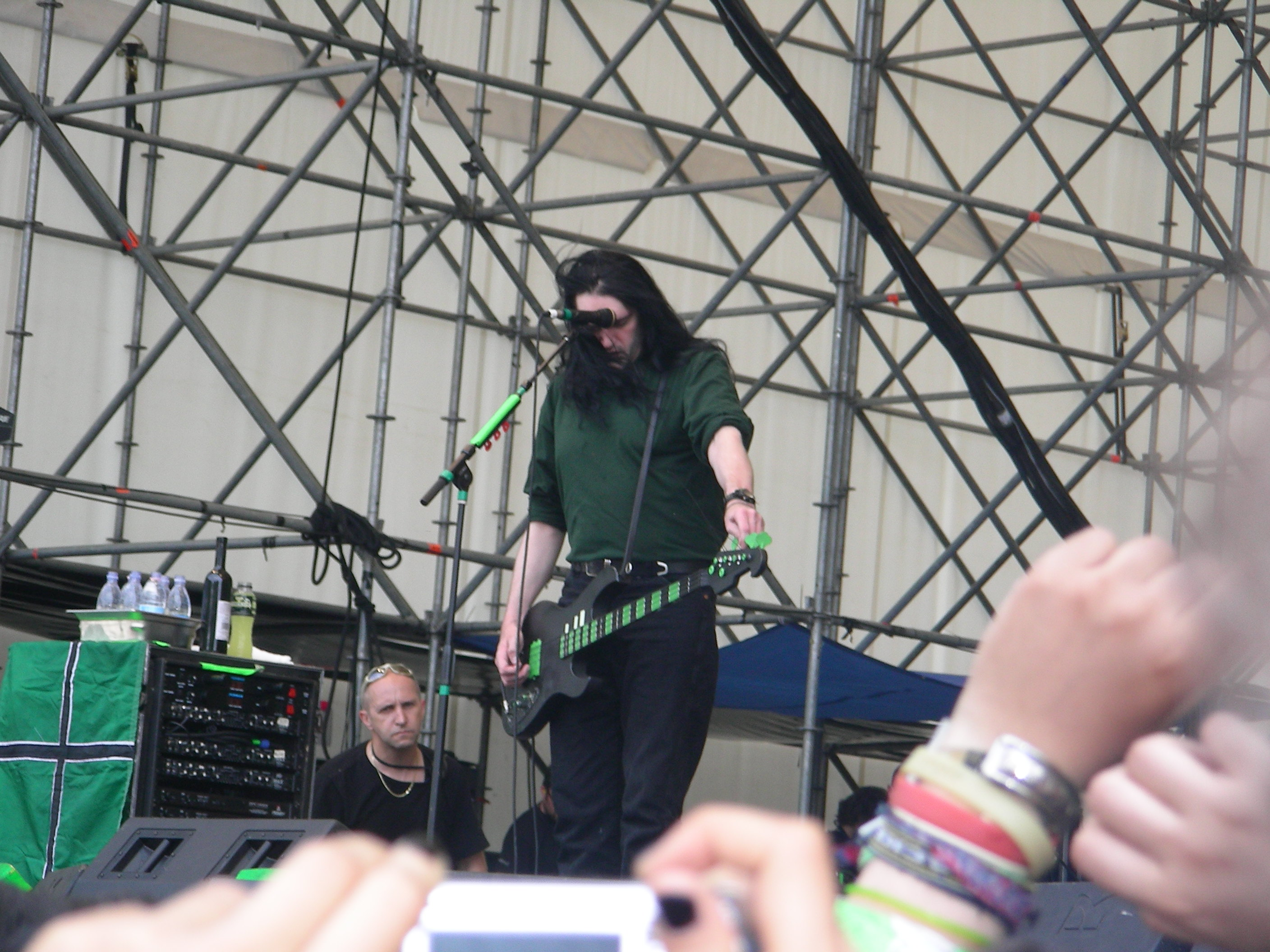
Type O Negative 2007

Type O Negative var ett goth metal band från New York, USA, bildat 1989. Namnet Type O Negative syftar på blodgruppen 0-.
Sångaren och basisten i bandet, Peter Steele, hade en mycket karaktäristisk djup, mörk röst. Han spelade tidigare i Carnivore och Fallout. I övrigt kännetecknas bandets musik mest av att den är mycket långsam, mörk och tung (jämför albumtiteln Slow, Deep and Hard). På deras tidiga skivor finns dock en del riktigt snabba låtar också. Type O Negative har sålt 7 miljoner skivor världen över.
Peter Steele avled den 14 april 2010 vid 48 års ålder. De kvarvarande medlemmarna beslutade efter dödsfallet att upplösa bandet.

## Medlemmar
Senaste medlemmar
- Peter Steele (f. 1962) – sång, basgitarr, gitarr, keyboard (1989–2010; död 2010)
- Josh Silver (f. 1962) – keyboard , bakgrundssång (1989–2010)
- Kenny Hickey (f. 1966) – gitarr, bakgrundssång (1989–2010)
- Johnny Kelly (f. 1968) – trummor, percussion, bakgrundssång (1994–2010)

Tidigare medlemmar
- Sal Abruscato (f. 1970) – trummor, percussion, bakgrundssång (1989–1993)

Turnerande musiker
- Scott Warren – keyboard

## Diskografi
Studioalbum
| År   | Titel                                                                                              | Topplaceringar | Topplaceringar | Topplaceringar | Topplaceringar | Topplaceringar |
| År   | Titel                                                                                              | US [1]         | GER [2]        | SWE [3]        | UK             |                |
| ---- | -------------------------------------------------------------------------------------------------- | -------------- | -------------- | -------------- | -------------- | -------------- |
| 1991 | Slow, Deep and Hard - Utgivning: 1991 - Skivbolag: Roadrunner - Format: CD, kassett, LP            | —              | —              | —              | —              |                |
| 1992 | The Origin of the Feces - Utgivning: 1992 - Skivbolag: Roadrunner - Format: CD, kassett, LP        | —              | —              | —              | —              |                |
| 1993 | Bloody Kisses - Utgivning: 1993 - Skivbolag: Roadrunner - Format: CD, kassett, LP                  | 166            | 60             | —              | —              |                |
| 1996 | October Rust - Utgivning: 20 augusti 1996 - Skivbolag: Roadrunner - Format: CD, kassett, LP        | 42             | 5              | 3              | 26             |                |
| 1999 | World Coming Down - Utgivning: 21 september 1999 - Skivbolag: Roadrunner - Format: CD, kassett, LP | 39             | 3              | 17             | 49             |                |
| 2003 | Life Is Killing Me - Utgivning: 17 juni 2003 - Skivbolag: Roadrunner - Format: CD                  | 39             | 9              | 51             | 78             |                |
| 2007 | Dead Again - Utgivning: 13 mars 2007 - Skivbolag: SPV - Format: CD, LP                             | 27             | 18             | 39             | 87             |                |
EP
- 1999 – Radio Only Sampler

Singlar
- 1991 – "Unsuccessfully Coping With the Natural Beauty of Infidelity"
- 1993 – "Black No. 1"
- 1993 – "Christian Woman"
- 1995 – "Summer Breeze"
- 1996 – "Haunted"
- 1996 – "Love You to Death"
- 1996 – "My Girlfriend's Girlfriend"
- 1997 – "In Praise of Bacchus"
- 1997 – "Pictures of Matchstick Men" (med Ozzy Osbourne)
- 1997 – "Cinnamon Girl"
- 1999 – "Everything Dies"
- 2000 – "Everyone I Love Is Dead"
- 2003 – "I Don't Wanna Be Me"
- 2006 – "Santana Medley (Evil Ways - Oye Como Va - Black Magic Woman)"
- 2007 – "Profits of Doom"
- 2007 – "September Sun"
- 2013 – "Highway Star" (delad singel: Deep Purple / Type O Negative)

Samlingsalbum
- 2000 – The Least Worst of Type O Negative
- 2006 – The Best of Type O Negative
- 2011 – Type O Negative
- 2013 – The Complete Roadrunner Collection 1991-2003